# Calcofanite
La calcofanite è un minerale appartenente al gruppo omonimo.